# Solanum peekelii
Solanum peekelii är en potatisväxtart som beskrevs av Friedrich August Georg Bitter. Solanum peekelii ingår i släktet skattor som ingår i familjen potatisväxter. Inga underarter finns listade i Catalogue of Life.